# Nortia planicollis
Nortia planicollis är en skalbaggsart som beskrevs av J. Linsley Gressitt 1942. Nortia planicollis ingår i släktet Nortia och familjen långhorningar. Inga underarter finns listade i Catalogue of Life.